# Carolijn Brouwer
Carolijn Brouwer (ur. 25 lipca 1973 w Lejdzie, Holandia) – holenderska, a później belgijska żeglarka. Obecnie mieszka w belgijskiej miejscowości Bredene. Brała udział w 29. Letnich Igrzyskach Olimpijskich.